# Le Rhône 9C
O Le Rhône 9C é um motor aeronáutico giratório de nove cilindros produzido na França pela Société des Moteurs Gnome et Rhône. Também conhecido como Le Rhône 80 hp em referência à sua potência nominal, o motor foi instalado em vários tipos de aeronaves militares da Primeira Guerra Mundial. Os motores Le Rhône 9C também foram produzidos sob licença na Alemanha, Suécia e Grã-Bretanha por várias empresas, e nos Estados Unidos. A versão sueca construída pela AB Thulinverken foi designada Thulin A. A produção e o desenvolvimento alemães foram realizados pela "Motorenfabrik Oberursel" como o "UR.I".

## Projeto e desenvolvimento
Em comum com outros motores da série "Le Rhône", o "9C" apresentava tubos de indução de cobre e usava uma única haste push-pull para operar suas duas válvulas no cabeçote. Ao contrário dos motores posteriores, estes estavam localizados na frente do motor.

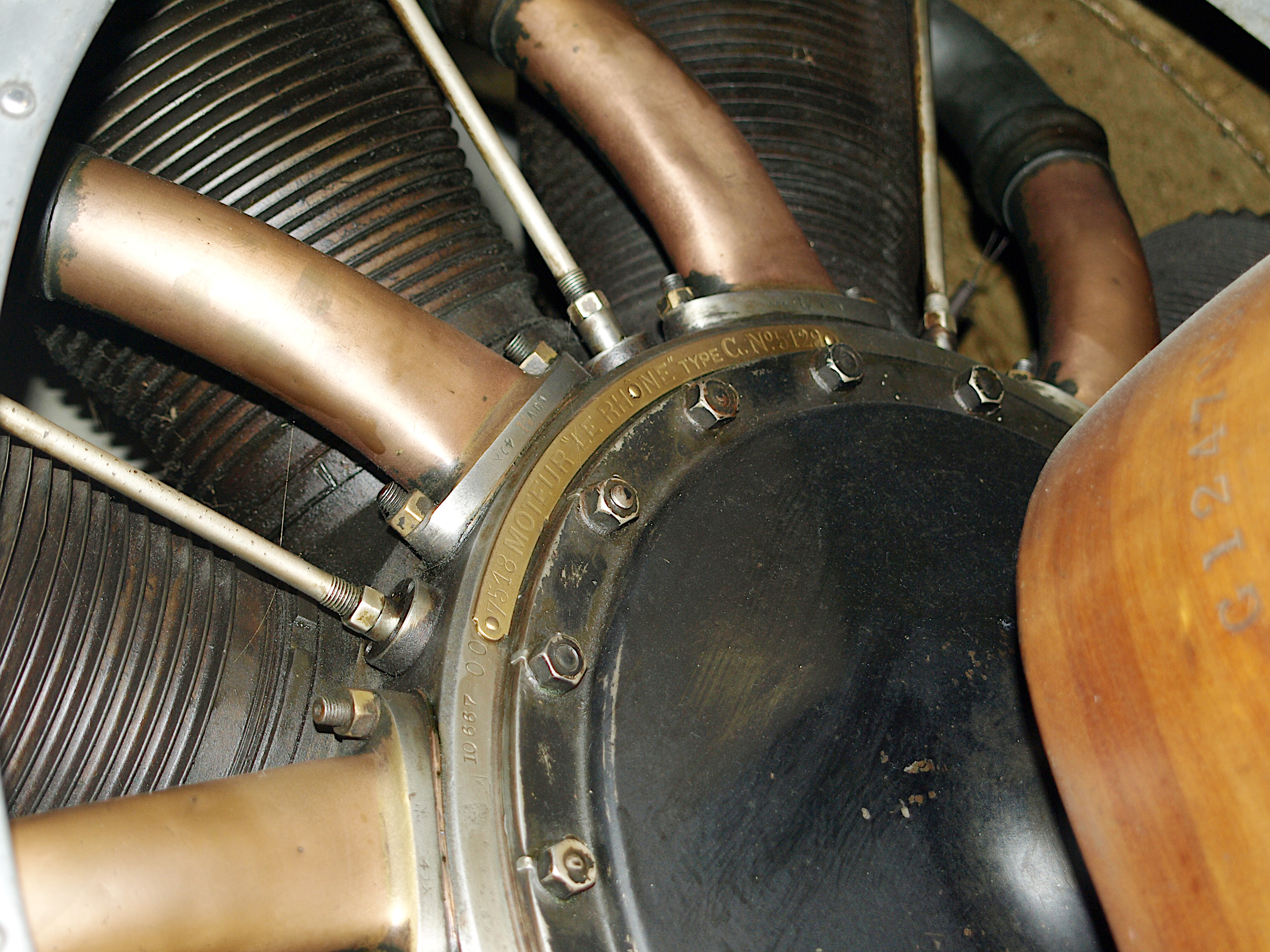
Vista em close de um Le Rhône 9C mostrando as hastes de operação da válvula, coletor de indução frontal (contraste com o design montado na traseira do Le Rhône 9J) e a placa de dados do fabricante.

Exemplares de motores Le Rhône 9C estão em exibição em museus de aviação, instalados em exposições de aeronaves ou como exibições autônomas. Alguns exemplares do motor 9C permanecem aeronavegáveis tanto na Europa quanto na América do Norte, um alimentando um biplano vintage Sopwith Pup na Inglaterra e um pequeno número de outros com aeronaves da era da Primeira Guerra Mundial no "Old Rhinebeck Aerodrome" e outros em "museus vivos" de aviação americanos que voam seus motores originais restaurados em aeronaves originais igualmente restauradas e aeronaves de reprodução de época em condições de aeronavegabilidade.

## Aplicações

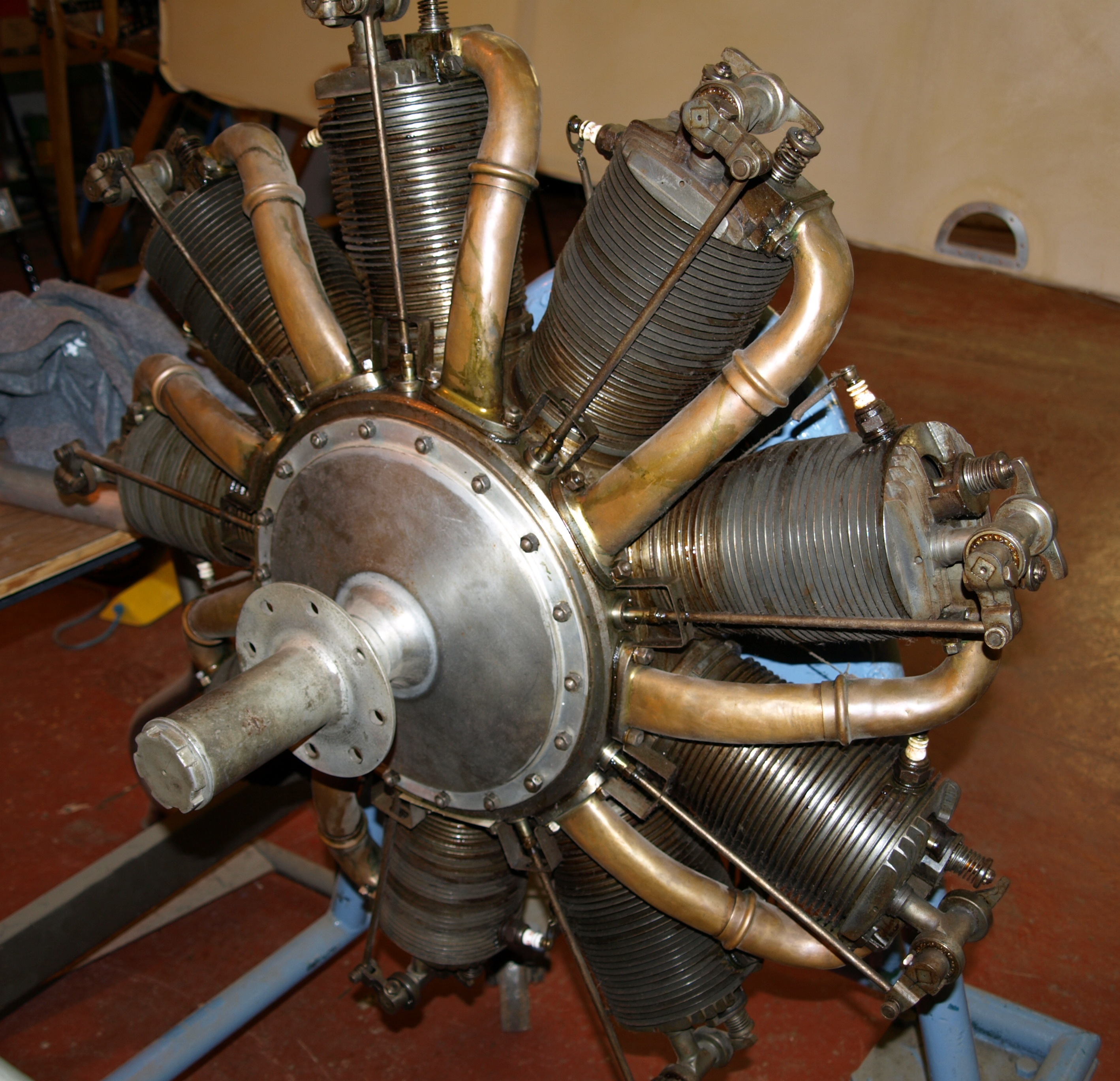
Um Le Rhône 9C em exibição
na Shuttleworth Collection, Old Warden, Inglaterra.

- Bristol M.1
- Bristol Scout
- Caudron G.III
- Caudron G.IV
- Caudron C.43
- Caudron C.127
- Farman HF.20
- Grahame-White Type XV
- Grahame-White Bantam
- Morane-Saulnier G
- Morane-Saulnier H
- Morane-Saulnier L
- Morane-Saulnier N
- Morane-Saulnier P
- Mosca-Bystritsky MB 2bis
- Nieuport 10
- Nieuport 11
- Nieuport 21
- Nieuport 24 (treinadores apenas)
- Nieuport 27 (treinadores apenas)
- Nieuport 80
- Nieuport 81
- Nieuport 82
- Nieuport 83
- Pemberton-Billing P.B.23
- Ponnier M.1
- Royal Aircraft Factory F.E.8
- Royal Aircraft Factory S.E.4
- Sopwith Camel
- Sopwith Dove
- Sopwith Pup
- SPAD S.A-1
- SPAD S.A-4
- Thomas-Morse S-4
- Thulin Type A
- TNCA Serie E
- Vickers F.B.12

## Exemplares sobreviventes
Tanto o Sopwith Pup da "Shuttleworth Collection" restaurado quanto o "Pup of the Owl's Head Transportation Museum" (originalmente do "Old Rhinebeck Aerodrome") construído na década de 1960 são movidos por motores giratórios Le Rhône 9C de 80 hp e voam regularmente durante os meses de verão. Um Le Rhone 9C operacional está em exibição no "Museo Nacional de Aeronautica" em Buenos Aires, Argentina.

## Motores em exibição
Um Le Rhône 9C está instalado no Sopwith Pup em exibição no "Royal Air Force Museum London". Após a renovação, esta aeronave voou por um breve período na década de 1970 e agora está aposentada.
- Um Le Rhône 9C está em exibição pública no "Aerospace Museum of California".